# Культура Сирии
Культура Сирии — культура народов и народностей, населяющих (и населявших) Сирию.

## Исторический обзор
- Халафская культура — неолитическая археологическая культура 5 тыс. до н. э. в Северной Месопотамии (Ирак, северная Сирия, юго-восточная Турция). Названа по поселению Телль-Халаф в северной Сирии.

## Искусство
Изобразительное искусство: см. Категория:Изобразительное искусство Сирии

### Архитектура
- в г. Пальмира
- археологические памятники: Невалы-Чори, Калъат-Симъан, Крак-де-Шевалье, Эн-Набк и др.

см. также: Категория:Всемирное наследие в Сирии

### Музыка
см. Категория:Музыка Сирии
- Арабская музыка

### Кинематограф
см. Категория:Кинематограф Сирии

## Кухня
Сирийская кухня включает в себя кулинарные традиции и обычаи современной Сирии, объединяющие привычки людей, поселившихся в Сирии на протяжении всей ее истории. Она представляет собой разновидность арабской кухни с сильными местными традициями, в которых заметно кавказское, турецкое и французское влияние. Сирия — страна с древней земледельческой культурой, где отсутствуют грубо приготовленные ингредиенты. Много перемолотой (киббех, фалафель), пастообразной пищи (хумус). Распространены блюда из баклажана (мусака). Присутствуют и вареные бобы (Фул медамес), напоминающие о ветхозаветной чечевичной похлебке. Нередко украшением основного блюда может быть рубленная зелень (табуле). Преобладают ореховые десерты и печенья (пахлава, польворон). Традиционными для Сирии являются кунжутныеприправы (тахини).

Блюда сирийской кухни похожи на блюда регионов от южной Иордании до Ливана, от Западного побережья Средиземного моря до Евфрата. Эти регионы к востоку от Средиземного моря называются Левантом. Левант на протяжении веков был транзитной зоной для иностранных правителей и торговцев, которые сильно повлияли на традиции кухни. Кухня Леванта ароматная, отличается простым способом приготовления пищи, ее отличает обилие овощей и довольно небольшое количество мяса, Эта традиция впоследствии стала тенденцией в еде и в Европе. Левантинское влияние на сирийскую кухню отражено в ароматических специях, разнообразных овощах и бобовых.
см. Категория:Сирийская кухня
- Арабская кухня

## Спорт
Спорт в Сирии играет важную роль в социальной и культурной жизни. В Сирии преобладают летние виды спорта, а наиболее популярными видами спорта являются футбол, баскетбол, гимнастика, теннис, тяжёлая атлетика, борьба, бокс, плавание и лёгкая атлетика.
Олимпийский комитет Сирииявляется членом Международного олимпийского комитета с 1948 года. Сирия дебютировала на Летних Олимпийских играх в 1948 года в Лондоне. За всё время выступлений сирийцы завоевали 4 олимпийских медали, включая одну золотую.

см. Категория:Спорт в Сирии
Футбол в Сирии: Чемпионат Сирии по футболу, Сборная Сирии по футболу

## Религия
В САР нет официальной религии. Конституция страны, принятая в 2012 году, обязывает государство «уважать все религии и обеспечивать свободу выполнения всех ритуалов, не нарушающих общественный порядок». Вместе с тем, согласно действующей конституции, религией президента республики является ислам, а исламская юриспруденция должна быть основным источником законодательства.
В 2010 году большинство жителей Сирии (92,8 %) исповедовали ислам. Крупнейшее религиозное меньшинство представляли христиане (5—6 %).
Ещё одним крупным религиозным меньшинством в Сирии являются езиды. На рубеже XX и XXI веков число езидов в стране существенно выросло — с 25 тыс. в сер. 1990-х годов до 80 тыс. в 2011 году. Происходило это за счёт массового притока беженцев с Ирака. Езиды проживают в окрестностях Алеппо и на северо-востоке страны.

По состоянию на 2010 год в Сирии имелась небольшая община сторонников веры бахаи (180 верующих) и зороастрийцев (40 человек).